# Zaman Shah Durrani
Zaman Shāh Abdālī Durrānī (persiano: زمان شاہ درانی, noto anche come Zaman Shah Abdali; Kabul, 1767 – Ludhiana, 13 settembre 1845) è stato padishah dell'Impero Durrani dal 1793 al 1801.

## Biografia

### I primi anni

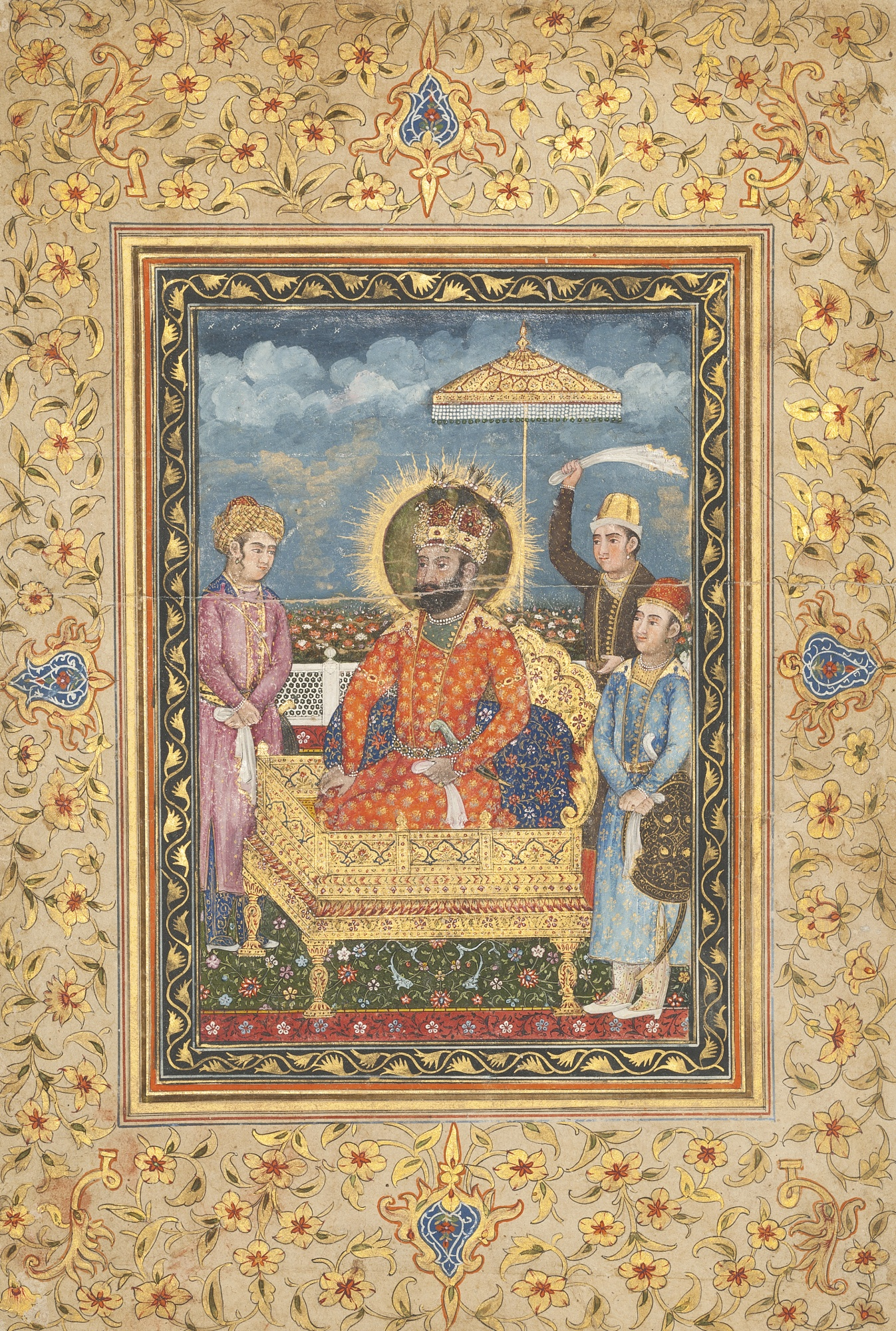
Zaman Shah Durrani in trono

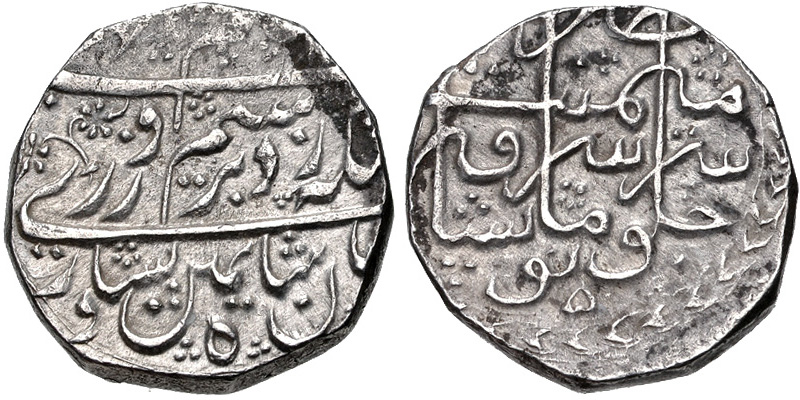
Rupia d'argento di Zaman Shah Durrani, coniata a Peshawar, datata 1797

Zaman Shah Durrani era figlio del sovrano Timur Shah Durrani. La sua data di nascita è oggetto di discussione tra gli storici, ma si ritiene sia il 1767 come riportato da Fayz Muhammad, mentre Noelle-Karimi fornisce il 1770. Zaman Shah ebbe sin da giovane il desiderio di seguire il padre in battaglia nel Punjab, ma Timur non glielo permise, pur  riconoscendo al figlio le stesse qualità del nonno, Ahmad Shah Durrani, che poco più che ragazzo aveva conquistato l'Hindustan. Zaman Shah Durrani ascese al trono Durrani nel 1793 dopo la morte del genitore.

### Il regno

#### L'opposizione
Quando Zaman salì sul trono, si trovò molti dei suoi fratelli in opposizione, pur avendo un'alleanza con altri fratelli come Mahmud Shah Durrani e Humayun. La sua ascesa al trono avvenne a Kabul a seguito di una votazione nella tribù pashtun da cui proveniva. Zaman riuscì ad avere la meglio grazie all'influenza della quale godeva, in particolare presso il capo Payandah Khan.

#### Assicurarsi il trono
Proclamato sovrano dell'impero Durrani e riconosciuto da quasi tutti i suoi fratelli, si trasferì presso la corte a Kabul, facendo imprigionare i suoi oppositori, anche quelli della sua famiglia. Fece mettere i suoi fratelli a pane e acqua e nel giro di sei giorni questi riconobbero Zaman quale nuovo sovrano dell'Impero Durrani. I principi vennero liberati, ma furono mantenuti sotto stretta sorveglianza nelle loro attività.

### Le riforme
Zaman Shah si volle  circondare di persone di cui lui e il suo popolo potessero fidarsi, e rimpiazzò i vecchi ministri con nuove personalità che rafforzarono la sua posizione al trono. Zaman fu molto duro con coloro che gli si erano opposti, rafforzandosi ulteriormente.

### La marcia su Kandahar contro Humayun
Zaman Shah, intenzionato ad garantirsi la permanenza sul trono, vide crescere la popolarità di Mahmud Shah Durrani ad Herat e quella del fratello Humayun a Kandahar. Allora mobilitò i suoi uomini e si preparò a marciare su Kandahar, pianificando di fermarsi solo quando fosse riuscito a consolidare il suo potere. Humayun, avvisato di rimanere sulla difensiva presso le mura di Kandahar e di attendere i rinforzi dal fratello Mahmud Shah Durrani da Herat, marciò invece incontro al suo nemico. I due eserciti si scontrarono a Qalati Ghilji dove Humayun venne completamente sconfitto e costretto alla fuga in Belucistan. Con quella vittoria Zaman Shah fu in grado di assicurarsi il controllo di Kandahar. Zaman Shah aveva pianificato di marciare su Herat contro Mahmud Shah Durrani per completare l'opera e consolidare il suo potere, ma venne a sapere di possibili ribellioni e che la sua presenza era richiesta a Kabul. Zaman Shah siglò allora una tregua con Mahmud Shah Durrani e tornò nella capitale.

### Il ritorno a Kabul
Avendo ripreso il possesso di Kandahar, Zaman inaugurò un autentico regno del terrore dal momento che aveva giudicato l'atteggiamento di suo padre troppo morbido nei confronti dei suoi oppositori, giungendo a decretare la condanna a morte per ogni suo oppositore, portando ad autentici massacri. I capi della tribù dei Barakzai, che pure avevano aiutato Zaman Shah nel consolidamento del suo potere, vennero privati dei loro privilegi, mentre altri capi vennero arrestasti o messi a morte senza processo. In breve tempo scoppiarono rivolte contro il governo nel Kashmir, nel Punjab, nel Sindh e presso gli uzbechi.

### La seconda marcia su Kandahar e la marcia su Sindh
Zaman Shah, vedendo il suo regno a rischio di disintegrarsi, marciò verso Peshawar, ma durante il tragitto venne a sapere che suo fratello Humayun, assistito da Talpur di Sindh, aveva preso possesso di Kandahar. Invertì quindi la marcia e si diresse verso Kandahar coi propri uomini. Humayun venne tradito dagli afghani di Kandahar, che lo costrinsero nuovamente a fuggire, questa volta a Sindh, poi ad Herat, nei domini di suo fratello Mahmud Shah Durrani, con un gruppo di cavalieri. Zaman Shah ordinò la condanna a morte di Humayun, così che la città di Kandahar non sarebbe più stata minacciata.
Zaman Shah marciò poi su Sindh, patria di Talpur, con l'idea di reintegrare la provincia nei confini dell'impero. Quando Zaman Shah entrò a Sindh, venne a sapere che suo fratello Mahmud Shah Durrani stava marciando su Kandahar per tagliargli la ritirata in Afghanistan. Zaman Shah risparmiò quindi Talpur ma lo rese tributario dell'impero dopo averlo sconfitto, confermandolo come capo. Tornò quindi a Kandahar per occuparsi di suo fratello.

### La battaglia con Mahmud Shah
Quando Mahmud Shah Durrani seppe che suo fratello stava marciando su Kandahar, vi rimase in attesa di conoscerne i movimenti, spostandosi poi nelle aree pianeggianti della regione per scontrarsi con l'armata di Zaman Shah presso il villaggio di Gurak. Lo scontro sembrò essere una vittoria per Mahmud Shah Durrani, ma alla fine la vittoria fu per Zaman Shah. Mahmud Shah Durrani fuggì dapprima a Farah, poi ad Herat dove incitò gli uzbechi ad attaccare, venendo infine perdonato.

### Le rivolte e la marcia sul Punjab
Zaman Shah scese a patti con gli uzbechi quando questi ultimi seppero della sconfitta di Mahmud Shah Durrani presso Garuk. Il Kashmir, pure in rivolta, venne messo a tacere dalle forze di Zaman Shah. Consolidato il proprio reame Zaman Shah, intenzionato a ripercorrere i passi di suo nonno nella conquista dell'India, partì nuovamente da Peshawar coi suoi uomini per invadere il Punjab. Nel novembre del 1796 Zaman Shah era ormai pronto a partire per il Punjab, ma la sua intelligence da Kabul lo avvisò che Agha Mohammad Khan Qajar stava invadendo la provincia di Khorasan ed aveva già preso Mashhad il 14 maggio precedente, città che era governata dalla dinastia afsharide (vassalli dell'impero durrani). Pertanto Zaman venne costretto a ritirarsi e a preparare il suo esercito ad invadere Khorasan. Agha Mohammad Khan Qajar venne assassinato il 17 giugno 1797 e uno dei nipoti di Nader Mirza Afshar aveva ripreso il controllo dell'area, proclamando però la sua indipendenza dall'impero Durrani.

### Gli ultimi anni

#### Zaman Shah riconquista Herat
Zaman Shah, considerando  Mahmud Shah una minaccia se i persiani avessero deciso di invadere nuovamente l'Afghanistan, decise di provare a riconquistare Herat. Zaman Shah si scontrò con Mahmud Shah in battaglia presso Girishk. Zaman Shah sconfisse Mahmud Shah e questo gli permise di assediare Herat, ma la città resisteva e a quel punto intervenne la madre di Mahmud Shah tra i due fratelli: riuscì a farli accordare che Zaman Shah sarebbe stato riconosciuto come sovrano dell'impero Durrani lasciando al fratello il mantenimento del governatorato di Herat. Qilij Khan, governatore di Herat al posto di Kamran, aprì le porte della città alle armate dello scià e Mahmud Shah con Kamran vennero costretti a fuggire a Tehran, in Persia.

### Seconda e terza marcia nel Punjab

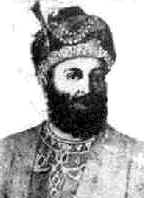
Disegno rappresentante Mahmud Shah Durrani

Avendo risolto i problemi nella provincia di Khorasan, Zaman Shah fece ritorno a Peshawar per invadere nuovamente il Punjab, con l'idea poi di giungere fino a Lahore e da lì spingersi in India. Zaman Shah venne però a sapere che Mahmud Shah Durrani stava pianificando di marciare ancora una volta su Kandahar. Zaman Shah, disturbato dal ripetersi di quella situazione, occupò Herat, e costrinse il fratello all'esilio in Persia.
Zaman Shah riprese il suo piano di invadere il Punjab e l'India, andando nuovamente verso Peshawar con l'idea  di spingersi a Lahore, ma venne richiamato nuovamente dalla sua intelligence che gli segnalò che i persiani al comando di Fath-Ali Shah Qajar, stavano minacciando la provincia di Khorasan, fatto che obbligò Zaman a ritirarsi a Peshawar e poi a Herat. Ciò che aveva spinto i Qajar a minacciare i Durrani fu la pressione da parte della Compagnia britannica delle Indie orientali, la quale temeva che Zaman volesse ripetere i successi dei suoi antenati nell'Hindustan. Ma Fath-Ali Shah Qajar avanzò solo sino a Sabzwar, e poi si ritirò. L'invasione era fallita, ma aveva distratto Zaman Shah e lo aveva costretto a passare l'inverno a Kandahar.

### Il ritorno di Mahmud Shah ad Herat
Mahmud Shah, vedendo che Zaman Shah aveva concentrato le sue attenzioni verso i persiani, mobilitò una forza di 10.000 uomini che dalla Persia si mosse verso Herat, dove però giunse anche Zaman. Ma gli alleati di Mahmud Shah non erano più sicuri della vittoria del loro capo visti i fallimenti precedenti. Zaman Shah riuscì a abbattere il morale dei suoi nemici e Mahmud si trovò costretto a fuggire a Khiva, e poi alla corte di Fath-Ali Shah Qajar. Mahmud Shah cercò l'aiuto dei persiani per detronizzare il fratello invadendo nuovamente l'impero Durrani, ma nessuno lo aiutò e si ritirò nelle montagne della Persia.

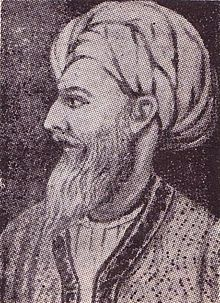
Payendah Khan Barakzai

### Cospirazione e deposizione di Zaman Shah
Con Zaman Shah ormai saldamente al vertice molti prevedevano un periodo di prosperità per l'impero Durrani, ma una nuova  minaccia sembrava incombere. I capi della tribù Barakzai stavano pianificando di detronizzare Zaman Shah e rimpiazzarlo con suo fratello Sujah Mirza, stabilendo inoltre che la corona dell'impero divenisse elettiva e dipendesse dai capi tribù.
Il primo ministro di Zaman, Wafadar Khan, su cui i Barakzai avevano confidato, li invitò a palazzo dove invece, fedele al suo signore, li fece giustiziare. Una delle vittime fu Payandah Khan, uno di quei capi che avevano assistito Zaman Shah nel consolidamento del suo potere. Wafadar Khan ordinò allora la cattura di tutti i capi Mohammadzai e Barakzai. Uno dei più noti era Fathi Khan, figlio di Payandah Khan. Fathi Khan era fuggito nella provincia di Khorasan, dove si incontrò con Mahmud Shah Durrani il quale, pur avendo rinunciato all'idea di conquistare il trono Durrani, quando seppe ciò che era accaduto si accordò per marciare con l'alleato su Farah con i gruppi di 18 sostenitori. Mahmud Shah tenne discorsi pubblici contro il regime di Zaman Shah e di Wafadar Khan istigando la popolazione a seguirlo. Si diresse quindi su Kandahar ed assediò la città per 42 giorni, ma il quarantatreesimo giorno Fathi Khan riuscì ad ottenere il supporto di due capi tribali di Kandahar che fecero scoppiare l'insurrezione direttamente all'interno della città, e pertanto Kandahar cadde nelle mani delle forze di Mahmud Shah. Zaman Shah, non ancora a conoscenza degli eventi accaduti a Kandahar, rimaneva focalizzato sui movimenti dello scià di Persia. Invece di inviare forze contro il fratello ribelle, lasciò gran parte dei suoi uomini con Shah Shuja Durrani a Peshawar. Zaman Shah, sentendo la sua posizione a Kabul indebolirsi sempre più, vi tornò da Jalalabad riuscendo a recuperare appena 400 artiglieri e 200 cavalieri per le sue file. Marciò in direzione di un forte non lontano dal passo di Lataband, dove chiese agli afghani di fornirgli maggiore  supporto , ottenendo che a lui si unissero gruppi di partigiani giungendo a 30.000 unità al suo seguito, con le quali marciò per scontrarsi ancora una volta in battaglia con Mahmud Shah presso Zabul. Ahmad Khan, che guidava l'avanzata dell'esercito di Zaman Shah, passò invece a quello di Mahmud Shah. Zaman Shah, sentendosi in difficoltà, si ritirò verso un forte nei pressi del passo Lataband, dove seppe che Mahumd Shah aveva nel frattempo conquistato Kabul. Il giorno successivo Zaman Shah, trovandosi ormai quasi in  mano a Mahmud Shah, si consegnò come prigioniero al suo destino, nascondendo però i suoi gioielli (tra cui il diamante Koh-i-Noor). Allora venne portato da una guardia a Kabul, dove il chirurgo di corte Asad Khan ebbe l'ordine da Mahmud Shah di accecarlo. Con la sconfitta di Zaman Shah, Mahmud Shah Durrani iniziò il suo regno sul trono Durrani.
Zaman Shah fu cacciato da Kabul, trovando rifugio a Rawalpindi dove incontrò Ranjit Singh che lo invitò a recarsi con lui a Lahore, con una rendita mensile di 1500 rupie.

### Morte e fama
Zaman Shah morì a Ludhiana il 13 settembre 1845. Venne sepolto nel mausoleo di Ahmad al-Fārūqī al-Sirhindī a Sirhind, Punjab, India.
Zaman Shah venne visto dagli afghani come un capo forte, ma quando inaugurò il suo regno del terrore il suo regime iniziò ad essere percepito diversamente. Zaman tentò di ripetere i successi dei suoi antenati in India ma senza riuscirvi a causa delle molte complicazioni che dovette affrontare in patria e all'incertezza del suo governo, in particolare per le continue minacce di suo fratello, Mahmud Shah e dei persiani. Malgrado tutto ciò, sotto Zaman Shah, l'impero Durrani visse un periodo di prosperità come non si vedeva dai tempi di suo nonno, Ahmad Shah Abdali.